# Acentroptera ohausi
Acentroptera ohausi es un insecto coleóptero de la familia Chrysomelidae.
Fue descrita científicamente por primera vez en 1910 por Julius Weise.